# مارتن كارتر
مارتن كارتر (بالإنجليزية: Martin Carter)‏ هو شاعر غياني، ولد في 7 يونيو 1927 في جورج تاون في غيانا، وتوفي بنفس المكان في 13 ديسمبر 1997.